# Vlasaardvlo
De vlasaardvlo (Aphthona euphorbiae) is een keversoort uit de familie bladkevers (Chrysomelidae), die tot de tribus Alticini behoort. De wetenschappelijke naam van de soort werd in 1781 gepubliceerd door Franz Paula von Schrank. De soort komt van nature voor in Europa, Noord-Afrika, de Kaukasus, het Nabije Oosten, Klein-Azië, het zuidelijke deel van West- en Midden-Siberië en Kazachstan.

## Beschrijving
De langwerpig-cilindrische kever is 1,5-2 mm lang en heeft een donkergroene of soms een blauwe kleur met een bronzen tint. De frons en vertex zijn glad en zwak gepunkteerd. Het halsschild heeft fijne putjes. Ook de dekschilden zijn dicht en fijn gepunkteerd. De geelrode poten zijn 1,5-2 mm lang. Dankzij een veermechanisme (de "metafemorale veer") in de sterk ontwikkelde, zwarte dij van de achterste poten kunnen de kevers, typisch voor de meeste aardvlooien wegspringen bij gevaar. De antennen hebben elf geledingen. De onderste geledingen van de antennen zijn geelrood. De langwerpig-cilindrische melkwitte larve is 4-5 mm lang en heeft een lichtgele kop. De aedoeagus (penis) is 0,6 mm en de spermakamer 0,2 mm lang. De lichtgele eieren zijn 0,62 mm lang.

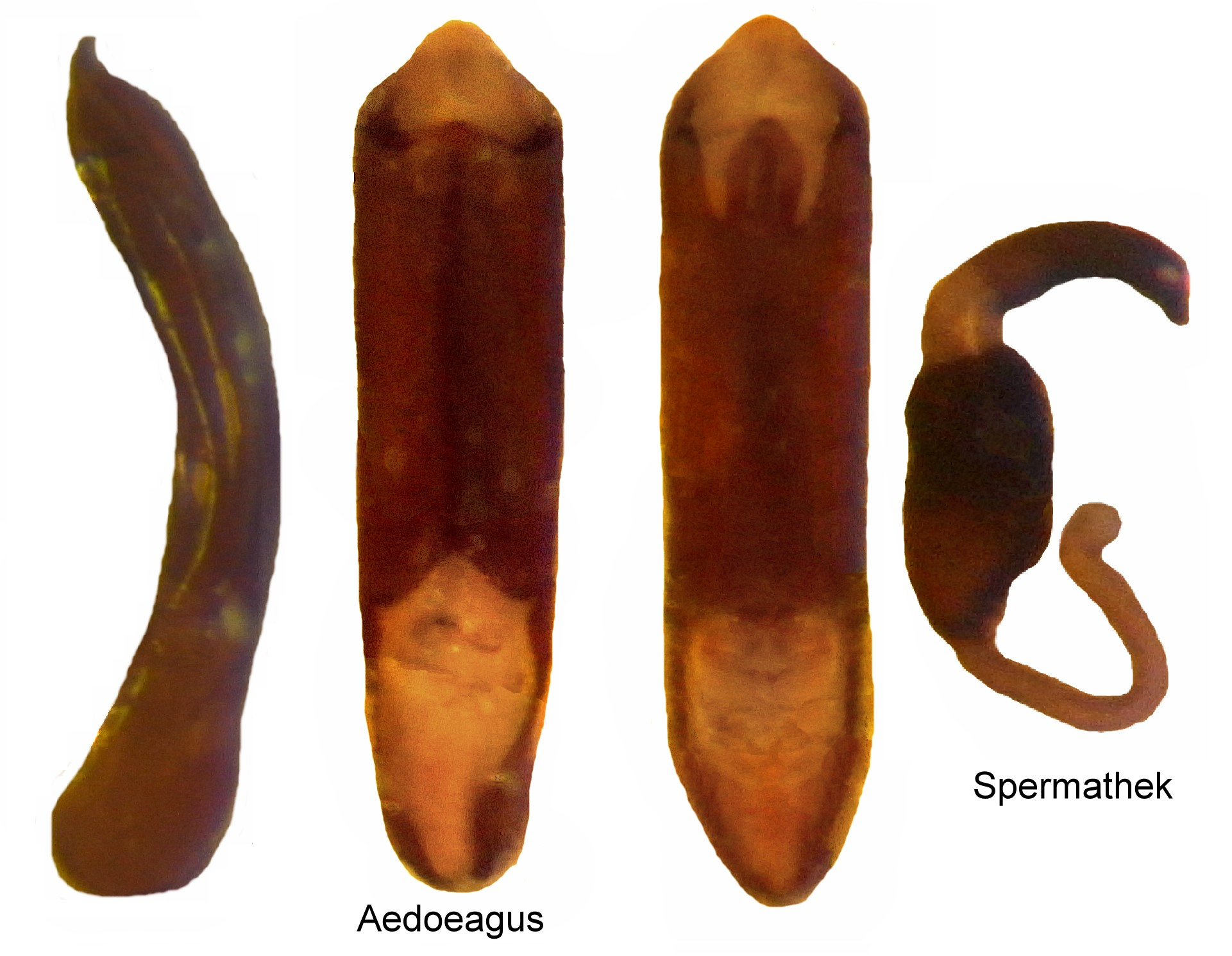
Penis en spermakamer

## Levenswijze
Er is één generatie per jaar. De kevers overwinteren onder plantenresten en in de bovenste laag van de grond. In het voorjaar verschijnen ze eind april-begin mei en voeden zich eerst met graanplanten, kruisbloemigen, bieten en onkruid en migreren later naar de vlaskiemplanten. De vrouwtjes leggen tot 300 eieren in de bovenste laag van de grond, bij of nabij de vlaswortel in hoopjes van 1-3 eieren. Eind juni-begin juli komen, na 11-25 dagen, de larven uit de eieren. Na 26-29 dagen vindt de verpopping in de grond plaats op een diepte van 14 cm. Na 2,5-3 weken, eind juni en begin juli, verschijnen de kevers van de nieuwe generatie. De kevers vreten van de bovenste laag van de zaadlobben en van de jonge bladeren. Later wordt ook de buitenste laag van de stengel aangevreten. De larven voeden zich met de wortels. De nieuwe generatie kevers gaan in augustus in winterrust.

## Waardplanten
Waardplanten zijn vlas. Ook cipreswolfsmelk, heksenmelk, zonneroosje-soorten, geelhartje en Peganum harmala zijn waardplanten. Verder worden kevers waargenomen op Quercus rotundifolia.